# 鹿児島県立鹿児島中央高等学校

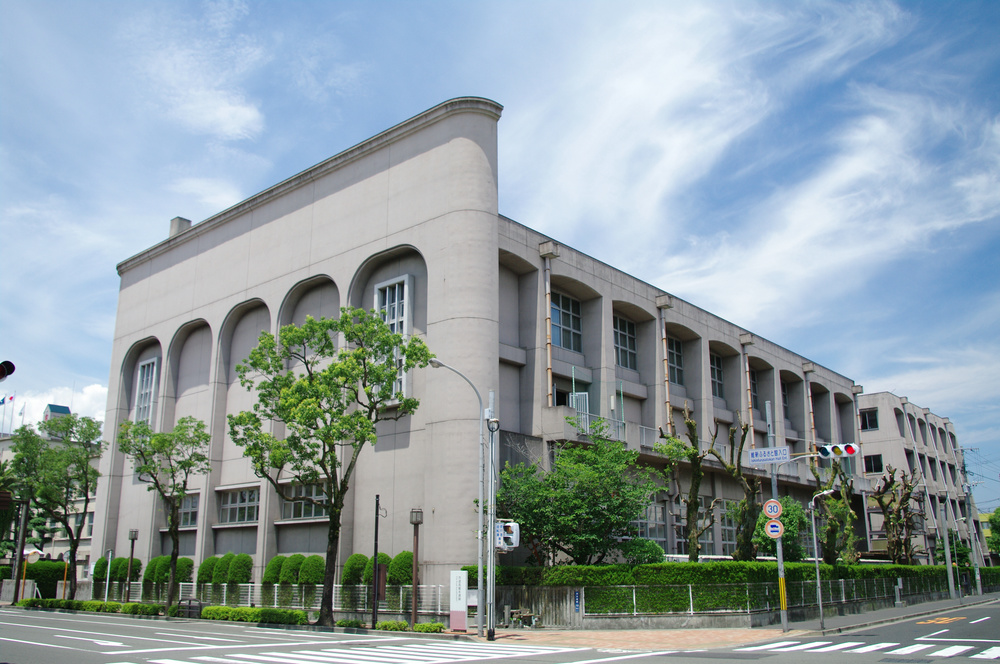
体育館

鹿児島県立鹿児島中央高等学校（かごしまけんりつかごしまちゅうおうこうとうがっこう）は、鹿児島県鹿児島市加治屋町にある同県立の高等学校である。通称は「中央」。

## 概要
校章
3方向の矢印を模っており、「ベクトル」と呼ばれている。
校是
「三綱領（さんこうりょう）」と「五条目（ごじょうもく）」から成る。三綱領が他の高校で言う校訓に当たる。
三綱領
- 自主
- 好学
- 敬愛

五条目
- 志操は高く　品格ある青年学徒たれ
- 易きにつかず　学道に専心せよ
- 共励切磋　和して同ずるなかれ
- 自主自律　責任を完遂せよ
- 積極敢為　自ら運命を開拓せよ

スクールカラー
瑠璃色。校歌にも歌われており、襟章用の校章、冬の女子制服にも瑠璃色が取り入れられている。
中玉戦（中央・玉龍スポーツ交歓会）
1992年より毎年、鹿児島市立鹿児島玉龍高等学校との間でスポーツ交歓会「中玉戦」（ちゅうぎょくせん）が行われている。2008年現在、16種目。
校歌
作詞:椋鳩十（むくはとじゅう）、作曲:迫新一郎（さこしんいちろう）。公式サイトで聞くことができる。歌詞にある『朝日子（あさひこ）』とは、朝日のように昇る子供という意味であり、椋鳩十が贈った言葉である。ギャラリーの名称、校歌の歌詞、学校だよりで使われる。
愛好歌「たいせつ」
作詞:鹿児島中央高校40周年愛好歌制作委員会、作曲:吉俣良、編詩:うまごえ尚子。曲は公式サイトで聞くことができる。
団体訓練
通称「団訓」。月2回（2学期制になる前は週1回）行っており、全校生徒が合図のベルとともに制服から体操着に着替え、3分以内に校庭に集まり、準備体操後、3年1組から順にクラスごとに足並みを揃え、かけ声を出して校内を走る。

## 沿革
設立の経緯
高校生急増のため、県は高等学校を増設することとなった。県の当初の意向では、鶴丸高校の分校（分教場）として鶴丸の前身の一つである旧制鹿児島県立第一鹿児島中学校（一中）の跡地（現鶴丸高校敷地）に開校する予定であったが、この問題は各方面に影響を与え、当時の新聞紙面でも取り上げられた。一中・一高女・鶴丸関係者側からは、戦後間もなく学制改革において鶴丸高校が前身の一つの一高女跡地（現鹿児島中央高校敷地）に開校する際、一中の敷地は鶴丸高校のものであることが確認され、それに基づいて授業や部活動などで運動場として使用しているのであり、新設校が一中跡に開校すると運動場を奪われた上に一中の後身という系譜も切れるとして反対があった。さらに二中・二高女・甲南関係者側からは、分校設立により戦後の男女共学路線が崩れ旧一中・旧一高女が復活する恐れがあり、鶴丸高校のマンモス化で県の高校教育に対する悪影響が懸念され進学その他の面で不利になるとして反対があった。こういった経緯から創立当時、鹿児島中央高校は新設校であるにもかかわらず鶴丸が旧一中跡地に校舎新築して移転後の鶴丸の旧校舎を使用することとなった。 
年表
- 1963年1月22日 - 鹿児島県立鹿児島中央高等学校の設置決定。
- 1963年4月1日 - 鹿児島県立鹿児島中央高等学校開校。

鹿児島県立鶴丸高等学校が現在地に移転するまで、鹿児島県立短期大学の敷地内に仮校舎を建て使用。
- 1964年3月31日 - 現在地に移転。
- 1981年4月8日 - 高等学校教育課程（現代社会）研究推進校として、文部省（現文部科学省）が指定（1984年度まで、2回に亘って指定される）。
- 1985年4月1日 - 『山坂達者』実践推進校として鹿児島県教育委員会が指定。
- 1989年5月11日 - 勤労体験学習研究指定校として、文部省が指定（1990年度まで）。
- 1992年4月11日 - 武道指導推進役として文部省が指定（1994年度まで）。
- 1992年11月5日 - 鹿児島市立鹿児島玉龍高等学校と第1回スポーツ交歓会（中玉戦）実施。
- 1993年6月5日 - 勤労体験学習研究指定校として、文部省が指定（1995年度まで）。
- 1997年2月28日 - ギャラリー中央朝日子を開設。
- 2004年2月27日 - 愛好歌『たいせつ』製作・発表。
- 2007年7月31日 - 本館、講堂が国の登録有形文化財に登録される。
- 2016年 - DOCOMOMO JAPAN選定 日本におけるモダン・ムーブメントの建築に選定される[14]。
- 2018年 - 文部科学省よりスーパーサイエンスハイスクールに指定される（2018年度～2022年度）[15]。

## 登録有形文化財（本館・講堂）
建築概要
- 県内二番目のRC造学校建築で、1935年竣工。
- 鹿児島県立第一高等女学校校舎として建設された。
- 1949年まで県立一高女校舎、1964年まで鶴丸高校校舎として使用された。

構造
RC造3階（一部4階）建。建築面積2866 m2。塔屋付。
登録基準
1. 国土の歴史的景観に寄与しているもの

登録番号
第46-0038号
設計者
岩下松雄
※本項については以下を参照。
- 文化庁文化財等データベース
- かごしまデジタルミュージアム（鹿児島市公式ウェブサイト内）

## 著名な出身者
政治・行政
- 浜田健一 - 国会議員（衆議院）
- 小磯善彦 - 地方議員（東京都議会副議長）、記者（鹿児島新報）

経済・実業
- 大倉浩治（11期） - 三菱重工船舶海洋・三菱造船社長
- 尾堂真一（8期） - 日本特殊陶業会長・社長、日本自動車部品工業会会長、日本ファインセラミックス協会会長

報道・マスコミ・ジャーナリズム
- 上野知子（13期） - アナウンサー（南日本放送）
- 坂口果津奈 - アナウンサー（鹿児島テレビ放送、フリー）
- 田所由妃（山下由妃） - アナウンサー（NHK鹿児島放送局、北海道テレビ放送、テレビ埼玉、フリー）

学術・研究
- 川畑秀明 - 心理学者（感性心理学）、慶應義塾大学教授
- 根本祐二（8期） - 経済学者（地域開発、公共政策）、東洋大学教授（2019年現在）
- 山内廣隆 - 哲学者（倫理学）、広島大学名誉教授

芸術・クリエーター・建築
- 尾崎晋也（12期） - オーケストラ指揮者
- 桑水流みき（23期） - 洋画家
- 篠原保（19期） - 特撮ドラマ等のキャラクターデザイナー、イラストレーター
- 田中逸齋 - 書家
- 吉俣良（13期） - 作曲家、テレビドラマ・映画の音楽プロデューサー

芸能
- 島津雅彦 - 俳優（子役）
- 春風亭柳雀 - 落語家
- よし俣とよしげ（20期） - ローカルタレント

スポーツ
- 黒瀬純哉 - サッカー選手
- 八反田康平（在籍中にU-17サッカー日本代表） - サッカー選手（プロチーム）
- 丸山公平 - バスケットボール選手（プロチーム）
- 竹井祐貴 - 陸上競技選手

自衛隊
- 番匠幸一郎（11期） - 陸上自衛官（第35代西部方面総監）
- 外薗健一朗 - 航空自衛官（第30代航空幕僚長）

## 交通アクセス
- JR鹿児島本線鹿児島中央駅徒歩10分

## 関連文献
発行年順
- (1) 『甲南 第12号』 (1964) - 鹿児島県立甲南高等学校編
- (2) 『甲南 第35号　創立八十周年記念特集号』 (1987) - 鹿児島県立甲南高等学校編
- (3) 『創立百年』 (1994) - 鹿児島県立鶴丸高等学校百年誌編集委員会編
- (4) 『創立百周年記念誌 甲南』 (2006) - 鹿児島県立甲南高等学校編
- (5) 『創立五十周年記念誌 珊瑚樹』 (2014) - 鹿児島県立鹿児島中央高等学校編